# Antro follicolare
Nella fisiologia femminile l'antro follicolare è una cavità che accoglie i follicoli secondari

## Fisiologia
I follicoli terziari (detti anche di Graaf) iniziano a formarsi durante la fase di pubertà; essi vengono successivamente raccolti in un unico antro, detto appunto antro follicolare.